# Jegudiel

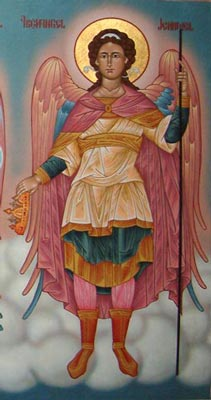
Ícone russo do Arcanjo Jegudiel.

São Jegudiel Arcanjo também conhecido como Jhudiel, Jehudiel (em Hebraico. יהודיאל Yehudiel "louvor de Deus") e em russo  Архангел Иегудиил (Arcangel Iiegudiil, Arcanjo Jegudiel), é um dos sete arcanjos ortodoxos. Não se encontra nenhuma citação ou referência da sua existência no Evangelho ou livros apócrifos, mas têm a sua existência aceita na Igreja Ortodoxa, sendo o único anjo que não é citado nem em livros apócrifos.
A crença a respeito de Jegudiel nasceu na Idade Média, o monge Amadeus Menez de Silva († 1482) na sua lista de sete arcanjos constou Jegudiel. Pinturas de Jegudiel são muito raras, principalmente na Igreja Católica Apostólica Romana
Sendo representado na iconografia segurando uma coroa, e tendo o sagrado coração flamejante. Jegudiel é o patrono de todos que trabalham duro em alguma área de atuação, a coroa em sua mão simboliza a recompensa por trabalhos espirituais com sucesso. Junto com seus subordinados anjos , ele é o conselheiro e defensor de todos os que trabalham em cargos de responsabilidade para a glória de Deus, e como tal se recorre à reis, juízes, e outros em posições de liderança.
Jegudiel também é conhecido como o portador do amor misericordioso de Deus e como o anjo ortodoxo da sexta-feira.